# Olympische Sommerspiele 1956/Fechten
Bei den XVI. Olympischen Sommerspielen 1956 in Melbourne fanden sieben Wettbewerbe im Fechten statt. Austragungsort war die St. Kilda Town Hall, das Rathaus des Stadtteils St. Kilda.

## Bilanz

### Medaillenspiegel

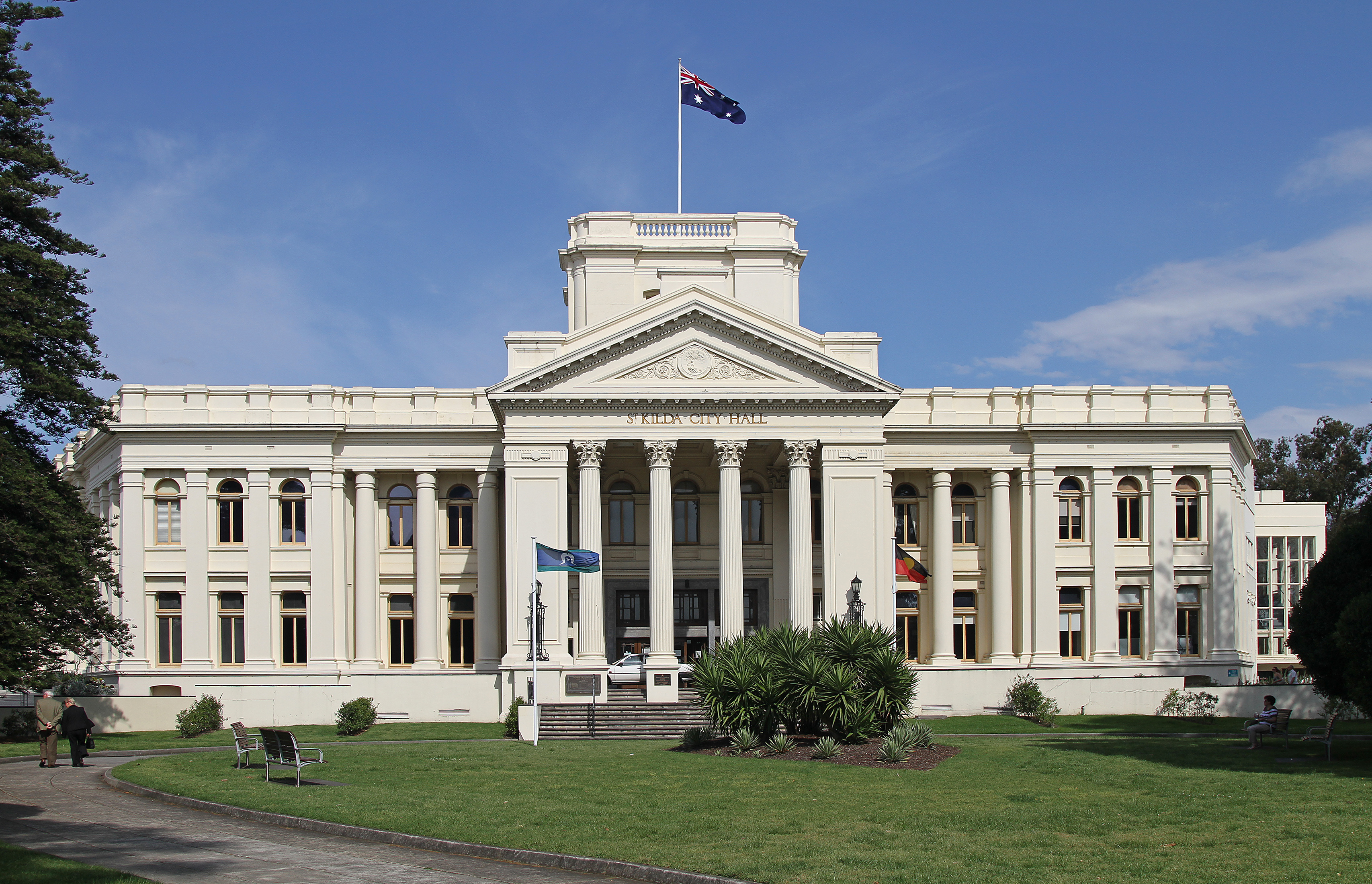
St Kilda Town Hall

| Platz | Land           | Gold | Silber | Bronze | Gesamt |
| ----- | -------------- | ---- | ------ | ------ | ------ |
| 1     | Italien        | 3    | 2      | 2      | 7      |
| 2     | Ungarn         | 2    | 1      | 1      | 4      |
| 3     | Frankreich     | 1    | 1      | 2      | 4      |
| 4     | Großbritannien | 1    | –      | –      | 1      |
| 5     | Polen          | –    | 2      | –      | 2      |
| 6     | Rumänien       | –    | 1      | –      | 1      |
| 7     | Sowjetunion    | –    | –      | 2      | 2      |

### Medaillengewinner
| Konkurrenz         | Gold | Silber                                                                                               | Bronze                                                                                   |
| ------------------ | --- | --- | ---------------------------------------------------------------------------------------- |
| Degen Einzel       | Carlo Pavesi | Giuseppe Delfino                                                                                     | Edoardo Mangiarotti                                                                      |
| Degen Mannschaft   | Giorgio Anglesio, Franco Bertinetti, Giuseppe Delfino, Edoardo Mangiarotti, Carlo Pavesi, Alberto Pellegrino    | Lajos Balthazár, Barnabás Berzsenyi, József Marosi, Ambrus Nagy, Béla Rerrich, József Sákovics       | Daniel Dagallier, Yves Dreyfus, Armand Mouyal, Claude Nigon, René Queyroux               |
| Florett Einzel     | Christian d’Oriola                                                                                              | Giancarlo Bergamini                                                                                  | Antonio Spallino                                                                         |
| Florett Mannschaft | Giancarlo Bergamini, Luigi Carpaneda, Manlio Di Rosa, Vittorio Lucarelli, Edoardo Mangiarotti, Antonio Spallino | Bernard Baudoux, Roger Closset, René Coicaud, Christian d’Oriola, Jacques Lataste, Claude Netter     | Mihály Fülöp, József Gyuricza, József Marosi, József Sákovics, Lajos Somodi, Endre Tilli |
| Säbel Einzel       | Rudolf Kárpáti                                                                                                  | Jerzy Pawłowski                                                                                      | Lew Kusnezow                                                                             |
| Säbel Mannschaft   | Aladár Gerevich, Jenő Hámori, Rudolf Kárpáti, Attila Keresztes, Pál Kovács, Dániel Magay                        | Marek Kuszewski, Andrzej Piątkowski, Zygmunt Pawlas, Jerzy Pawłowski, Wojciech Zabłocki, Ryszard Zub | Leonid Bogdanow, Lew Kusnezow, Jakow Rylski, Jewhen Tscherepowskyj, Dawid Tyschler       |

| Konkurrenz     | Gold          | Silber     | Bronze        |
| -------------- | ------------- | ---------- | ------------- |
| Florett Einzel | Gillian Sheen | Olga Orbán | Renée Garilhe |

## Ergebnisse Männer

### Degen Einzel
| Platz | Land | Sportler            | Siege |
| ----- | ---- | ------------------- | ----- |
| 1     | ITA  | Carlo Pavesi        | 5+3   |
| 2     | ITA  | Giuseppe Delfino    | 5+2   |
| 3     | ITA  | Edoardo Mangiarotti | 5+1   |
| 4     | USA  | Richard Pew         | 4     |
| 5     | HUN  | Lajos Balthazár     | 4     |
| 6     | FRA  | René Queyroux       | 3     |
| 7     | SWE  | Per Carleson        | 2     |
| 8     | FIN  | Rolf Wiik           | 0     |

Datum: 30. November 1956 

41 Teilnehmer aus 18 Ländern
Die drei Erstplatzierten lagen nach der Finalrunde gleichauf, weshalb ein Stechen stattfand.

### Degen Mannschaft
| Platz | Land | Sportler |
| ----- | ---- | --- |
| 1     | ITA  | Giorgio Anglesio, Franco Bertinetti, Giuseppe Delfino, Edoardo Mangiarotti, Carlo Pavesi, Alberto Pellegrino          |
| 2     | HUN  | Lajos Balthazár, Barnabás Berzsenyi, József Marosi, Ambrus Nagy, Béla Rerrich, József Sákovics                        |
| 3     | FRA  | Daniel Dagallier, Yves Dreyfus, Armand Mouyal, Claude Nigon, René Queyroux                                            |
| 4     | GBR  | Allan Jay, Bill Hoskyns, Michael Howard, René Paul, Raymond Paul                                                      |
| 5     | BEL  | Roger Achten, Jacques Debeur, François Dehez, Ghislain Delaunois, Marcel Van Der Auwera                               |
| 5     | URS  | Lew Saitschuk, Walentin Tschernikow, Arnold Tscharnuschewitsch, Juozas Ūdras, Walentin Wdowitschenko, Rewas Zirekidse |

Datum: 28. November 1956 

55 Teilnehmer aus 11 Ländern

### Florett Einzel
| Platz | Land | Sportler            | Siege |
| ----- | ---- | ------------------- | ----- |
| 1     | FRA  | Christian d’Oriola  | 6     |
| 2     | ITA  | Giancarlo Bergamini | 5     |
| 3     | ITA  | Antonio Spallino    | 5     |
| 4     | GBR  | Allan Jay           | 4     |
| 5     | HUN  | József Gyuricza     | 3     |
| 6     | FRA  | Claude Netter       | 3     |
| 7     | URS  | Mark Midler         | 2     |
| 8     | GBR  | Raymond Paul        | 0     |

Datum: 26. November 1956 

32 Teilnehmer aus 14 Ländern

### Florett Mannschaft
| Platz | Land | Sportler |
| ----- | ---- | --- |
| 1     | ITA  | Giancarlo Bergamini, Luigi Carpaneda, Manlio Di Rosa, Vittorio Lucarelli, Edoardo Mangiarotti, Antonio Spallino |
| 2     | FRA  | Bernard Baudoux, Roger Closset, René Coicaud, Christian d’Oriola, Jacques Lataste, Claude Netter                |
| 3     | HUN  | Mihály Fülöp, József Gyuricza, József Marosi, József Sákovics, Lajos Somodi, Endre Tilli                        |
| 4     | USA  | Albert Axelrod, Daniel Bukantz, Hal Goldsmith, Byron Krieger, Nate Lubell, Skip Shurtz                          |
| 5     | GBR  | Ralph Cooperman, Bill Hoskyns, Allan Jay, Raymond Paul, René Paul                                               |
| 6     | URS  | Juri Iwanow, Mark Midler, Iuri Ossipowi, Alexander Owsjankin, Juri Rudow, Wiktor Schdanowitsch                  |
| 7     | BEL  | Ghislain Delaunois, Jacques Debeur, Marcel Van Der Auwera, André Verhalle                                       |
| 8     | AUS  | Ray Buckingham, Tom Cross, Brian McCowage, David McKenzie, Michael Sichel, Rod Steele                           |
| 9     | COL  | Gabriel Blando, Emiliano Camargo, Emilio Echeverri, Pablo Uribe                                                 |

Datum: 23. November 1956 

50 Teilnehmer aus 9 Ländern

### Säbel Einzel
| Platz | Land | Sportler          | Siege |
| ----- | ---- | ----------------- | ----- |
| 1     | HUN  | Rudolf Kárpáti    | 6     |
| 2     | POL  | Jerzy Pawłowski   | 5     |
| 3     | URS  | Lew Kusnezow      | 4     |
| 4     | FRA  | Jacques Lefèvre   | 4     |
| 5     | HUN  | Aladár Gerevich   | 3     |
| 6     | POL  | Wojciech Zabłocki | 2     |
| 7     | HUN  | Pál Kovács        | 2     |
| 8     | ITA  | Luigi Narduzzi    | 2     |

Datum: 5. Dezember 1956 

35 Teilnehmer aus 17 Ländern

### Säbel Mannschaft
| Platz | Land | Sportler                                                                                             |
| ----- | ---- | --- |
| 1     | HUN  | Aladár Gerevich, Jenő Hámori, Rudolf Kárpáti, Attila Keresztes, Pál Kovács, Dániel Magay             |
| 2     | POL  | Marek Kuszewski, Andrzej Piątkowski, Zygmunt Pawlas, Jerzy Pawłowski, Wojciech Zabłocki, Ryszard Zub |
| 3     | URS  | Leonid Bogdanow, Lew Kusnezow, Jakow Rylski, Jewhen Tscherepowskyj, Dawid Tyschler                   |
| 4     | FRA  | Claude Gamot, Jacques Lefèvre, Bernard Morel, Jacques Roulot                                         |
| 5     | ITA  | Gastone Darè, Giuseppe Comini, Roberto Ferrari, Luigi Narduzzi, Domenico Pace, Mario Ravagnan        |
| 6     | USA  | Abram Cohen, Norman Cohn-Armitage, Rex Dyer, Allan Kwartler, Tibor Nyilas, George Worth              |
| 7     | GBR  | Ralph Cooperman, Bill Hoskyns, Allan Jay, Raymond Paul, Olgierd Porebski                             |
| 8     | AUS  | Leslie Fadgyas, Leslie Kovacs, Alexander Martonffy, Emeric Santo, Sandor Szoke                       |

Datum: 3. Dezember 1956 

43 Teilnehmer aus 8 Ländern

## Ergebnisse Frauen

### Florett Einzel
| Platz | Land | Sportlerin         | Siege |
| ----- | ---- | ------------------ | ----- |
| 1     | GBR  | Gillian Sheen      | 6+1   |
| 2     | ROM  | Olga Orbán         | 6     |
| 3     | FRA  | Renée Garilhe      | 5     |
| 4     | FRA  | Janice Romary      | 4     |
| 5     | FRA  | Kate Delbarre      | 3     |
| 6     | DEN  | Karen Lachmann     | 2     |
| 7     | AUT  | Ellen Müller-Preis | 1     |
| 8     | ITA  | Bruna Colombetti   | 1     |

Datum: 29. November 1956 

23 Teilnehmerinnen aus 11 Ländern